# Bokka
Bokka (stylizowane na BOKKA) – polski zespół muzyczny założony w 2013. Jego twórczość klasyfikowana jest jako: muzyka elektroniczna, pop, rock, rock alternatywny oraz synth pop.
Trio przyjęło konwencję kamuflażu scenicznego, nie ujawnia swoich personaliów.

## Historia zespołu

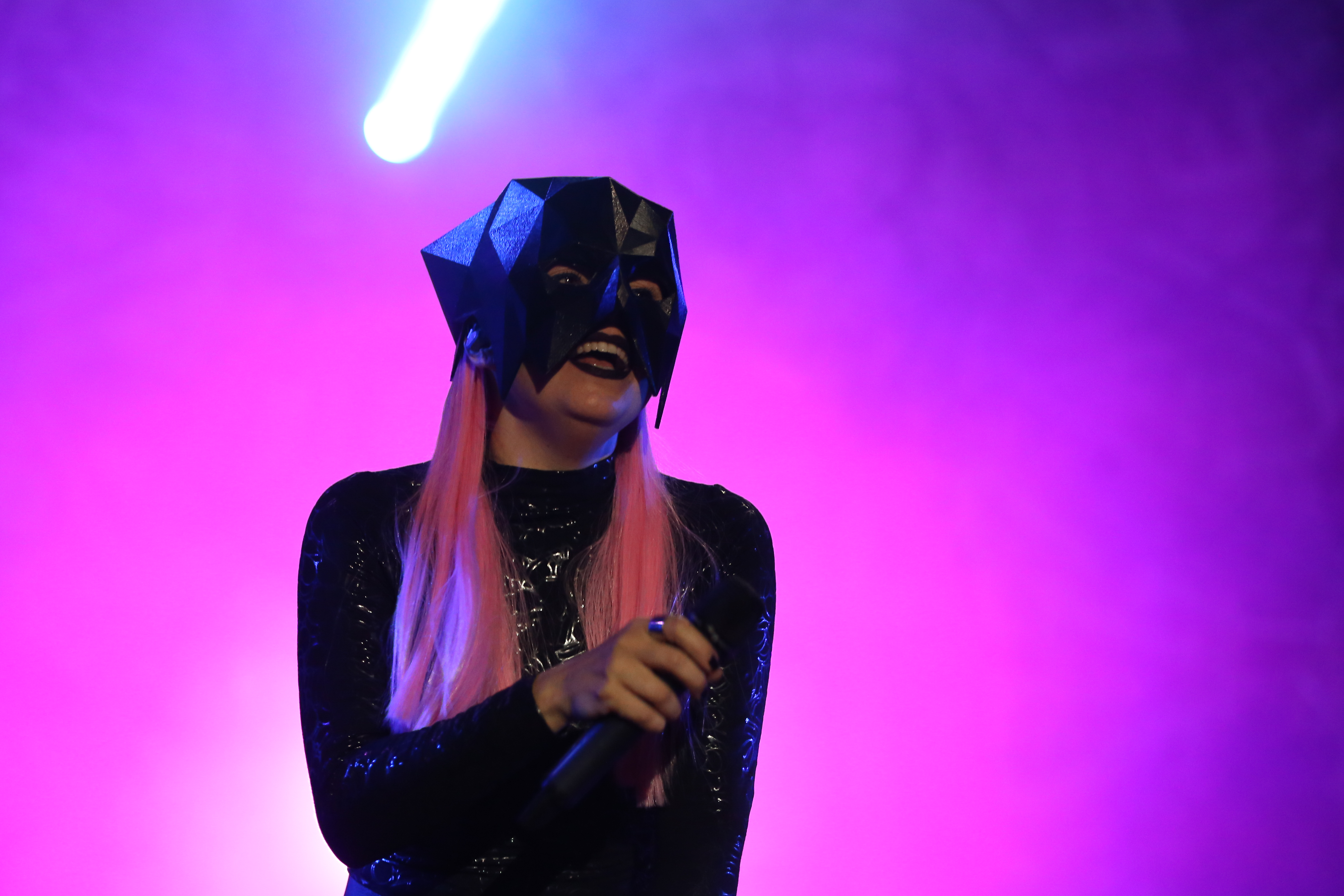
Bokka na Pol’and’Rock Festival (2019)

Podczas pierwszego występu scenicznego, tj. w czasie rozdania nagród Nocne Marki magazynu „Aktivist”, członkowie zespołu byli przesłonięci przez ekran. Na kolejnych koncertach występowali w maskach na twarzach. W listopadzie 2013 wydali swój debiutancki album, zatytułowany po prostu Bokka.
Skład zespołu nie jest ujawniony. Wiadomo, że jest w nim dwóch mężczyzn (w tym osoba o pseudonimie „Mystery Man”) i jedna kobieta. Na koncertach występuje pięć osób: wokalistka, gitarzysta, basista, perkusista i klawiszowiec. Nie wiadomo, w jakim stopniu skład koncertowy pokrywa się z głównym składem. Członkowie zespołu komponują i zastrzegują utwory w ZAiKS-ie posługując się pseudonimami Krokodylek, Nefrytowa Lisica, Potrzeszcz, Szympans, Szynszyla i Tygrysek.
Zespół wzbudził zainteresowanie amerykańskiego portalu Pitchfork. Rok po premierze pierwszego albumu rozpoczęli pracę nad kolejnym, zatytułowanym Don't Kiss And Tell, który wydali 2 października 2015. 20 kwietnia 2018 premierę miał ich album pt. Life On Planet B. Latem 2019 opublikowali singiel A Spell.

## Dyskografia
Albumy
| Rok  | Dane dot. albumu                                                                                           | Pozycja na liście |
| Rok  | Dane dot. albumu                                                                                           | POL               |
| ---- | --- | ----------------- |
| 2013 | Bokka - Data: 21 listopada 2013 - Wydawca: Nextpop - Format: CD, digital download                          | 30                |
| 2015 | Don’t Kiss and Tell - Data: 2 października 2015 - Wydawca: Nextpop - Format: CD, digital download, winyl   | 18                |
| 2018 | Life on Planet B - Data: 20 kwietnia 2018 - Wydawca: PIAS Recordings - Format: CD, digital download, winyl | 50                |
| 2022 | Blood Moon - Data: 25 lutego 2022 - Wydawca: PIAS Recordings - Format: CD, digital download, streaming     | 24                |

### Kompilacje
| Rok  | Dane dot. albumu                                                                                         |
| ---- | --- |
| 2023 | BOKKA HITS 10 - Data: 10 listopada 2023 - Wydawca: PIAS Recordings - Format: CD, digital download, winyl |

Single
| Rok  | Tytuł                              | Pozycja na liście | Album               |
| Rok  | Tytuł                              | LP3               | Album               |
| ---- | ---------------------------------- | ----------------- | ------------------- |
| 2013 | „Town of Strangers”                | 27                | Bokka               |
| 2014 | „Reason”                           | 43                | Bokka               |
| 2014 | „Violet Mountain Tops”             | 26                | Bokka               |
| 2015 | „Let It”                           | 39                | Don’t Kiss And Tell |
| 2016 | „Answer Me” / „Too Far, Too Close” | 49                | Don’t Kiss And Tell |
| 2018 | „In Love with the Dead Man”        | 50                | Life on Planet B    |
| 2018 | „Secret Void”                      | –                 | Life on Planet B    |
| 2018 | „Paper Fuse”                       | –                 | Life on Planet B    |
| 2021 | „Blood Moon”                       | –                 | Blood Moon          |
| 2021 | "900"                              | –                 | Blood Moon          |
| 2021 | „How... It All Ends”               | –                 | Blood Moon          |
| 2022 | „Walk On A Wire”                   | –                 | Blood Moon          |
| 2023 | "VIOLET" feat. ZERØ                | –                 | BOKKA HITS 10       |
| 2023 | "The Wrong Girl" feat. QUENTIN     | –                 | BOKKA HITS 10       |
| 2023 | "Let It FLOW" feat. Nela Paloma    | –                 | BOKKA HITS 10       |
| 2023 | "Paper LOVE" feat. Gilbert Brady   | –                 | BOKKA HITS 10       |
| 2023 | "TOS" feat Y.O.U.                  | –                 | BOKKA HITS 10       |
| 2025 | "On Your Side"                     | –                 | –                   |

Inne utwory
- 2013: „The Wrong Girl” (opublikowany jedynie w serwisie WiMP)[15]
- 2013: „Wait for It” (jako bonustrack do pierwszej płyty w serwisie Deezer)
- 2019: „A Spell" (nagrany podczas sesji do trzeciej płyty)
- 2020: "Bang Bang"
- 2020: "Roll Down The Hill"
- 2022: "Apocalypse Afterparty" feat. Ania Leon
- 2024: "Farewell" feat. Beskres

## Teledyski
| Rok  | Tytuł                  | Reżyser                                      |
| ---- | ---------------------- | -------------------------------------------- |
| 2013 | „Town of Strangers”    | PSYCHOKINO                                   |
| 2014 | „Reason”               | PSYCHOKINO                                   |
| 2014 | „Violet Mountain Tops” | PSYCHOKINO                                   |
| 2015 | „Let It”               | BOKKA                                        |
| 2016 | „Answer Me”            | Katarzyna Sawicka                            |
| 2020 | „Secret Void”          | Michał Radziejewski, Katarzyna Halina Czeżyk |

## Nagrody i wyróżnienia
| Rok  | Nagroda          | Kategoria                            | Tytułem             | Nota      | Źródło |
| ---- | ---------------- | ------------------------------------ | ------------------- | --------- | ------ |
| 2013 | Brand New Awards | Polski debiut roku                   | Bokka               | Nominacja | [ 19 ] |
| 2013 | Brand New Awards | Polski teledysk roku                 | „Town of Strangers” | Nominacja | [ 19 ] |
| 2016 | Fryderyki 2016   | Album Roku Elektronika i Alternatywa | Don’t Kiss and Tell | Nominacja | [ 20 ] |
| 2019 | Fryderyki 2019   | Album Roku Alternatywa               | Life on Planet B    | Nominacja | [ 21 ] |
| 2023 | Fryderyki 2023   | Album Roku Alternatywa               | Blood Moon          | Nominacja | [ 22 ] |
| 2024 | Fryderyki 2024   | Album Roku Alternatywa               | BOKKA HITS 10       | Nominacja | [ 23 ] |